# BeFour
beFour foi um grupo alemão bubblegum dance fundada em 2007 em Colônia. O grupo é bastante conhecido pelo seu primeiro single de 2007 "Magic Melody", do álbum All 4 One e "No Limit" (que  é um remake da música de 2 Unlimited) do álbum de 2009 Friends 4 Ever. Os membros formam escalados para o programa de televisão beFour: Das Star-Tagebuch ("The Star Diary"), que foi transmitido diariamente às 14:20 por três meses.

## Os membros

### Manou
Manuela "Manou" Oeschger (Wil (Aargau), 18 de fevereiro de 1984) ela teve sua primeira experiência de palco aos 18 anos. Em Nova York, ela estudou dança, atuação e música.

### Alina
Alina Bock (Geilenkirchen, 2 de novembro de 1984) teve suas primeiras aula de piano aos 6 anos de idade e é uma atriz hoje em dia.

### Dan
Daniel "Dan" Mollermann (Berlim, 17 de dezembro de 1987) é um ator alemão. Antes de ingressar na beFour, ele era um atleta competitivo.

### Angel
Angel Garcia Arjona (Velbert, 21 de fevereiro de 1982) é um dançarino alemão. Ele teve várias aparições em videoclipes, como por exemplo, Jessica Wahls (conhecida por No Angels).

## Discografia

### Álbum de estúdio
- 2007: All 4 One
- 2007: Hand In Hand (The Winter Album)
- 2008: We Stand United
- 2009: Friends 4 Ever

### Singles
- "Magic Melody" (2007)
- "All 4 One" (2007)
- "How Do You Dof" (2007)
- "Little, Little Love" (2007)
- "Hand in Hand" (2007)
- "Live Your Dream" (2008)
- "No Limit" (2009)
- "Ding-A-Dong" (2009)[6]

## DVDs
beFour: der Film! (Data de lançamento: 
28 de setembro de 2007) 

## Ligações Externas
- Site oficial
- BeFour no Bubblegum Dancer
- Site oficial de Manou